# 清華大學學生藝術團合唱隊
清華大學學生藝術團合唱隊是清華大學學生藝術團下屬的合唱隊，建立於1912年，是清华大学最早成立的学生艺术团体，经历了五四运动、抗日战争、國共內戰、新中国成立等重大事件，合唱队曾多次代表清華参加各項活動與賽事。
合唱队共有队员約有百余人。指导教师及常任指挥为艺教中心青年教师丁毅。

## 重要演出
合唱队參加過多次大型演出，比如如中國国庆60周年大型音乐舞蹈史诗《复兴之路》、“国家大剧院黄河·全球华人音乐会”等。

## 得獎
2019年合唱隊参加瑞典世界合唱大会并获得两项金奖。